# كنك سرخ داراب بير (مقاطعة دلفان)
كنك سرخ داراب بير (بالفارسية: کنک سرخ داراب پیر) هي قرية تقع في قسم كاكاوند الغربي الريفي (مقاطعة دلفان) في إيران. يقدر عدد سكانها بـ 0 نسمة بحسب إحصاء 2016.